# Сопутан
Сопута́н (індонез. Gunung Soputan) — активний стратовулкан в Індонезії, поблизу північно-східного краю острова Сулавесі (на півострові Мінахаса). Висота 1785 м.

## Географія
Вулкан розташований на крайньому сході півострова Мінахаса (острів Сулавесі), у провінції Північне Сулавесі. Він є конусом, розташованим на стародавньому вулканічному фундаменті. Складений базальтами і андезитами, Проявляє сольфатарну діяльність.
У 1906 році біля північно-східного підніжжя вулкана утворився побічний кратер, з якого походили подальші виверження.
Абсолютна висота 1785 м, за іншими даними — 1803 м. Відносна висота — 1419 м.

## Виверження
Виверження вулкана Сопутан були зафіксовані в 1450, 1785, 1819, 1833 (?), 1845, 1890, 1901, 1906, 1907, 1908-09, 1910, 1911-12, 1913, 1915, 1917, 1923-24, 1947, 1953, 1966 -67, 1968, 1970, 1971, 1973, 1982, 1984, 1985, 1989, 1991-96, 2000-03, 2004, 2005, 2007, 2008—2011, 2012, 1915 та 1916 роки. Тип виверження вулкана — вибуховий, лавовий купол, пірокластичний потік і стромболійна активність. Переважно індекс вулканічної експлозивності (VEI) за останнє десятиліття, у тому числі в 2016 році, дорівнював — 3.